# Phaedimus lydiae
Phaedimus lydiae är en skalbaggsart som beskrevs av Arnaud 1980. Phaedimus lydiae ingår i släktet Phaedimus och familjen Cetoniidae. Inga underarter finns listade i Catalogue of Life.